# Lifeless
Lifeless ist eine Death-Metal-Band aus Dortmund, die im Jahr 2006 gegründet wurde.

## Geschichte
Die Band wurde Anfang 2006 gegründet. Im Jahr 2007 nahm die Band ihr Debütalbum Beyond the Threshold of Death auf und veröffentlichte es ohne Unterstützung eines Labels. Gemastert wurde das Album von Vesa Kenttäkumpu von Evocation. Im Herbst 2009 unterschrieb die Band einen Vertrag bei dem amerikanischen Label Ibex Moon Records, dem Label von Incantation-Mitglied John McEntee, worüber das Album im Juni 2010 wiederveröffentlicht wurde. Im Jahr 2011 trennte sich die Gruppe von dem Label und unterschrieb einen Vertrag bei FDA Rekotz. Es folgte die Split-Veröffentlichung Chapel of a Lifeless Cult zusammen mit Chapel of Disease. Im Sommer 2011 trennte sich die Band von Gitarrist Andy Bleichert, der durch Jan ersetzt wurde.

## Stil
Die Band spielt traditionellen Death Metal, der mit der Musik von Entombed und Grave vergleichbar ist.

## Diskografie
- 2008: Beyond the Threshold of Death (Album, Eigenveröffentlichung, Wiederveröffentlichung 2010 über Ibex Moon Records)
- 2012: Chapel of a Lifeless Cult (Split mit Chapel of Disease, FDA Rekotz)
- 2013: Godconstruct (Album, FDA Rekotz)
- 2017: The Occult Mastery (Album, FDA Records)